# Pondalowie Bay
Pondalowie Bay är en vik i Australien. Den ligger i delstaten South Australia, omkring 160 kilometer väster om delstatshuvudstaden Adelaide.
Trakten runt Pondalowie Bay är nära nog obefolkad, med mindre än två invånare per kvadratkilometer. Genomsnittlig årsnederbörd är 772 millimeter. Den regnigaste månaden är juni, med i genomsnitt 139 mm nederbörd, och den torraste är januari, med 22 mm nederbörd.